# Живець (риболовля)
Живець — дрібна рибка, що прив'язується або насаджується на гачок (або кілька гачків), як наживка для ловлі хижої риби.

## Різновиди
Снастьз двома трійниками.
Одним трійником підчіплюють під хребет, іншим — за ніздрю рибки.
Снасть з одиночного і потрійного гачка
Одиночним гачком підчіплюють під плавець. Повідець трійника пропускають через рот рибки і петельку повідка надягають на поводок одиночного гачка.
Снасть з двох трійників
Одним трійником підчіплюють під плавник, другим — за голову. Трійник або двійник виставляють з рота рибки, а повідець за допомогою голки протягують під шкіру і виводять у плавця. Подвійним гачком зачіпають під хребет, а повідець пропускають через зябра в рот.
Снасть з двох трійників
Одним трійником підчіплюють під плавник, іншим зачіпають під зябра знизу. Одиночним гачком підчіплюють рибку за ніздрю.
Снасть з одиночного і потрійного гачка
Одиночним гачком підчіплюють за ніздрю, трійником — за хребет.
Снасть на волосіні з трьох одиночних гачків
Одним гачком підчіплюють за хвіст, інший залишається вільним, третім підчіплюють за ніздрю.
Снасть з одиночного та подвійного гачка
Двійник прив'язують до риби ниткою в двох місцях, повідець пропускають через зябра і рот і надягають на одиночний гачок, яким зачіпають за ніздрю.
Снасть з одиночного і двох подвійних гачків
До одиночного гачка примотують дротяну петельку. Через цю петельку і вушко пропускають сталевий повідець, до якого прироблені на двох повідках два двійника. Рибку підчіплюють під хребет одиночним гачком, а подвійні розташовують з боків рибки. Двійники пов'язують ниткою, проводячи її під черевцем рибки, або стягують тонкої гумкою. Гачки можна прив'язувати до рибку нитками або м'яким дротом різними способами, не зачіпаючи ними тіла рибки. Ця прив'язка гачків клопітка, але якщо гачки прив'язати акуратно, рибка надовго залишиться живою. Потрібно, однак, мати на увазі, що хижаки неохоче беруть рибок, усаджених декількома гачками. Краще ловити на жерлицю з одним-двома гачками дрібних номерів на найтоншому повідку і стежити за покльовкою хижака.